# Nepal Tri-Nation Series 2022/23
Die Nepal Tri-Nation Series 2022/23 sind zwei Cricket-Turniere, die in Nepal im ODI-Cricket ausgetragen werden und Bestandteil der ICC Cricket World Cup League 2 2019–2023 sind. Am Drei-Nationen-Turnier, das vom 14. bis zum 21. Februar 2023 stattfand, treten neben dem Gastgeber Namibia die Nationalmannschaft aus Namibia und Schottland gegeneinander an. Beim Drei-Nationen-Turnier, das vom 9. bis zum 16. März 2023 ausgetragen wird, spielt Nepal gegen Papua-Neuguinea und die Vereinigten Arabischen Emirate.

## Nepal Tri-Nation Series 2022/23 (19. Runde)

### Format
In einer Gruppe spielte jede Mannschaft gegen jede andere zwei Mal. Für einen Sieg gab es zwei, für ein Unentschieden oder No Result einen Punkt.

### Stadion
Das folgende Stadion wurde für das Turnier ausgewählt.
| Stadion                                           | Stadt    | Kapazität | Spiele      |
| ------------------------------------------------- | -------- | --------- | ----------- |
| Tribhuvan University International Cricket Ground | Kirtipur | 15.000    | 1.–6. Spiel |

### Kaderlisten
Nepal benannte seinen Kader am 10. Februar 2023.
| ODI | ODI | ODI |
| Nepal | Namibia | Schottland |
| --- | --- | --- |
| - Rohit Paudel (K) - Dipendra Singh Airee - Kushal Bhurtel - Gulshan Jha - Sundeep Jora - Sompal Kami - Karan KC - Sandeep Lamichhane - Gyanendra Malla - Kushal Malla - Lalit Rajbanshi - Bhim Sharki - Aasif Sheikh (wk) - Surya Tamang | - Gerhard Erasmus (K) - Karl Birkenstock - Shaun Fouché - Jan Frylinck - Zane Green (wk) - Joshuan Julius - Jan Nicol Loftie-Eaton - Lo-handre Louwrens (wk) - Tangeni Lungameni - Bernard Scholtz - Ben Shikongo - Ruben Trumpelmann - Michael van Lingen - Pikky Ya France | - Richie Berrington (K) - Matthew Cross (VK, wk) - Kyle Coetzer - Chris Greaves - Jack Jarvis - Michael Leask - Tomas Mackintosh (wk) - Christopher McBride - Brandon McMullen - George Munsey - Liam Naylor - Safyaan Sharif - Chris Sole - Hamza Tahir - Mark Watt |

### Spiele
Tabelle
| Teams      | Sp. | S | N | NR | P | NRR |
| ---------- | --- | - | - | -- | - | --- |
| Nepal      | 4   | 4 | 0 | 0  | 8 |     |
| Schottland | 4   | 2 | 2 | 0  | 4 |     |
| Namibia    | 4   | 0 | 4 | 0  | 0 |     |

Spiele
| 14. Februar Scorecard | Kirtipur | Namibia 285 (50)            | – | Nepal 287-8 (47.4) |
|                       |          | Nepal gewinnt mit 2 Wickets |   |                    |

Nepal gewann den Münzwurf und entschied sich als Feldmannschaft zu beginnen. Als Spieler des Spiels wurde Kushal Bhurtel ausgezeichnet.
| 15. Februar Scorecard | Kirtipur | Namibia 153 (39.2)                | – | Schottland 157-0 (22.1) |
|                       |          | Schottland gewinnt mit 10 Wickets |   |                         |

Schottland gewann den Münzwurf und entschied sich als Feldmannschaft zu beginnen. Als Spieler des Spiels wurde George Munsey ausgezeichnet.
| 17. Februar Scorecard | Kirtipur | Schottland 274-9 (50)       | – | Nepal 275-7 (47) |
|                       |          | Nepal gewinnt mit 3 Wickets |   |                  |

Nepal gewann den Münzwurf und entschied sich als Feldmannschaft zu beginnen. Als Spieler des Spiels wurde Dipendra Singh Airee ausgezeichnet.
| 18. Februar Scorecard | Kirtipur | Namibia 274-6 (50)          | – | Nepal 278-7 (47.3) |
|                       |          | Nepal gewinnt mit 3 Wickets |   |                    |

Nepal gewann den Münzwurf und entschied sich als Feldmannschaft zu beginnen. Als Spieler des Spiels wurde Aasif Sheikh ausgezeichnet.
| 19. Februar Scorecard | Kirtipur | Schottland 221 (48.4)          | – | Namibia 178 (38.4) |
|                       |          | Schottland gewinnt mit 43 Runs |   |                    |

Namibia gewann den Münzwurf und entschied sich als Feldmannschaft zu beginnen. Als Spieler des Spiels wurde Ruben Trumpelmann ausgezeichnet.
| 21. Februar Scorecard | Kirtipur | Schottland 212 (46.1)       | – | Nepal 213-8 (44.1) |
|                       |          | Nepal gewinnt mit 2 Wickets |   |                    |

Nepal gewann den Münzwurf und entschied sich als Feldmannschaft zu beginnen. Als Spieler des Spiels wurde Rohit Paudel ausgezeichnet.

## Nepal Tri-Nation Series 2022/23 (21. Runde)

### Format
In einer Gruppe spielt jede Mannschaft gegen jede andere zwei Mal. Für einen Sieg gibt es zwei, für ein Unentschieden oder No Result einen Punkt.

### Stadion
Das folgende Stadion wurde für das Turnier ausgewählt.
| Stadion                                           | Stadt    | Kapazität | Spiele      |
| ------------------------------------------------- | -------- | --------- | ----------- |
| Tribhuvan University International Cricket Ground | Kirtipur | 15.000    | 1.–6. Spiel |

### Kaderlisten
Die Kader werden kurz vor dem Turnier bekanntgegeben.
| ODI | ODI | ODI |
| Nepal | Papua-Neuguinea | Ver. Arab. Emirate |
| --- | --- | --- |
| - Rohit Paudel (K) - Dipendra Singh Airee - Kushal Bhurtel - Pratis GC - Gulsan Jha - Sompal Kami - Karan KC - Sandeep Lamichhane - Gyanendra Malla (wk) - Kushal Malla - Lalit Rajbanshi - Bhim Sharki - Aarif Sheikh - Aasif Sheikh (wk) | - Assad Vala (K) - Charles Amini (wk) - Sese Bau - Kiplin Doriga (wk) - Riley Hekure - Hiri Hiri - Semo Kamea - John Kariko - Kabua Morea - Alei Nao - Chad Soper - Gaudi Toka - Tony Ura - Norman Vanua - Hila Vare (wk) | - Muhammad Waseem (K) - Vriitya Aravind (wk) - Hazrat Bilal - Zawar Farid - Aayan Afzal Khan - Asif Khan - Zahoor Khan - Aryan Lakra - Karthik Meiyappan - Rohan Mustafa - Chundangapoyil Rizwan - Aryansh Sharma (wk) - Junaid Siddique - Ashwanth Valthapa |

### Spiele
Tabelle
| Teams              | Sp. | S | N | NR | P | NRR |
| ------------------ | --- | - | - | -- | - | --- |
| Nepal              | 4   | 4 | 0 | 0  | 8 |     |
| Ver. Arab. Emirate | 4   | 1 | 3 | 0  | 2 |     |
| Papua-Neuguinea    | 4   | 1 | 3 | 0  | 2 |     |

Spiele
| 9. März Scorecard | Kirtipur | Nepal 297 (49.1)          | – | Papua-Neuguinea 245 (47.1) |
|                   |          | Nepal gewinnt mit 52 Runs |   |                            |

Papua-Neuguinea gewann den Münzwurf und entschied sich als Feldmannschaft zu beginnen. Als Spieler des Spiels wurde Aasif Sheikh ausgezeichnet.
| 10. März Scorecard | Kirtipur | Papua-Neuguinea 246-9 (50)          | – | Ver. Arab. Emirate 190 (42.2) |
|                    |          | Papua-Neuguinea gewinnt mit 56 Runs |   |                               |

Papua-Neuguinea gewann den Münzwurf und entschied sich als Schlagmannschaft zu beginnen. Als Spieler des Spiels wurde Sese Bau ausgezeichnet.
| 12. März Scorecard | Kirtipur | Nepal 248 (49.2)           | – | Ver. Arab. Emirate 22.5 (22.5) |
|                    |          | Nepal gewinnt mit 177 Runs |   |                                |

Nepal gewann den Münzwurf und entschied sich als Schlagmannschaft zu beginnen. Als Spieler des Spiels wurde Rohit Paudel ausgezeichnet.
| 13. März Scorecard | Kirtipur | Papua-Neuguinea 95 (32)     | – | Nepal 100-1 (7.4) |
|                    |          | Nepal gewinnt mit 9 Wickets |   |                   |

Nepal gewann den Münzwurf und entschied sich als Feldmannschaft zu beginnen. Als Spieler des Spiels wurde Sandeep Lamichhane ausgezeichnet.
| 15. März Scorecard | Kirtipur | Papua-Neuguinea 234-7 (50)                         | – | Ver. Arab. Emirate 236-4 (38.4) |
|                    |          | Vereinigte Arabische Emirate gewinnt mit 6 Wickets |   |                                 |

Papua-Neuguinea gewann den Münzwurf und entschied sich, als Schlagmannschaft zu beginnen. Als Spieler des Spiels wurde Muhammad Waseem ausgezeichnet.
| 16. März Scorecard | Kirtipur | Ver. Arab. Emirate 310-6 (50)         | – | Nepal 269-6 (44) |
|                    |          | Nepal gewinnt mit 9 Runs (D/L method) |   |                  |

Die Vereinigten Arabischen Emirate gewannen den Münzwurf und entschieden sich, als Schlagmannschaft zu beginnen. Als Spieler des Spiels wurde Asif Khan ausgezeichnet.